# Schistidium boreale
Schistidium boreale là một loài Rêu trong họ Grimmiaceae. Loài này được Poelt mô tả khoa học đầu tiên năm 1953.